# Červen Brjag
Červen brjag (búlgaro: Червен бряг) é uma cidade da Bulgária, localizada no distrito de Pleven. A sua população era de 13,856 habitantes segundo o censo de 2010.

## População
| Červen brjag | Červen brjag | Červen brjag | Červen brjag | Červen brjag | Červen brjag | Červen brjag | Červen brjag | Červen brjag | Červen brjag | Červen brjag | Červen brjag | Červen brjag | Červen brjag | Červen brjag | Červen brjag | Červen brjag | Červen brjag | Červen brjag | Červen brjag |
| --- | ------------ | ------------ | ------------ | ------------ | ------------ | ------------ | ------------ | ------------ | ------------ | ------------ | ------------ | ------------ | ------------ | ------------ | ------------ | ------------ | ------------ | ------------ | ------------ |
| Ano | 1887         | 1910         | 1934         | 1946         | 1956         | 1965         | 1975         | 1985         | 1992         | 2001         | 2002         | 2003         | 2004         | 2005         | 2006         | 2007         | 2008         | 2009         | 2010         |
| População |              |              |              | 5,244        | 9,518        | 12,694       | 16,074       | 18,190       | 18,003       | 16,036       | 15,792       | 15,331       | 15,010       | 14,764       | 14,508       | 14,394       | 14,083       | 14,015       | 13,856       |
| Fontes: Instituto Nacional de Estatísticas, „citypopulation.de“, „pop-stat.mashke.org“, Bulgarian Academy of Sciences |              |              |              |              |              |              |              |              |              |              |              |              |              |              |              |              |              |              |              |